# 孙隆 (常州人)
孙隆（？—？），字廷振，一字从吉，号都痴，南直隶毗陵县（今江苏省常州市）人，明朝画家。

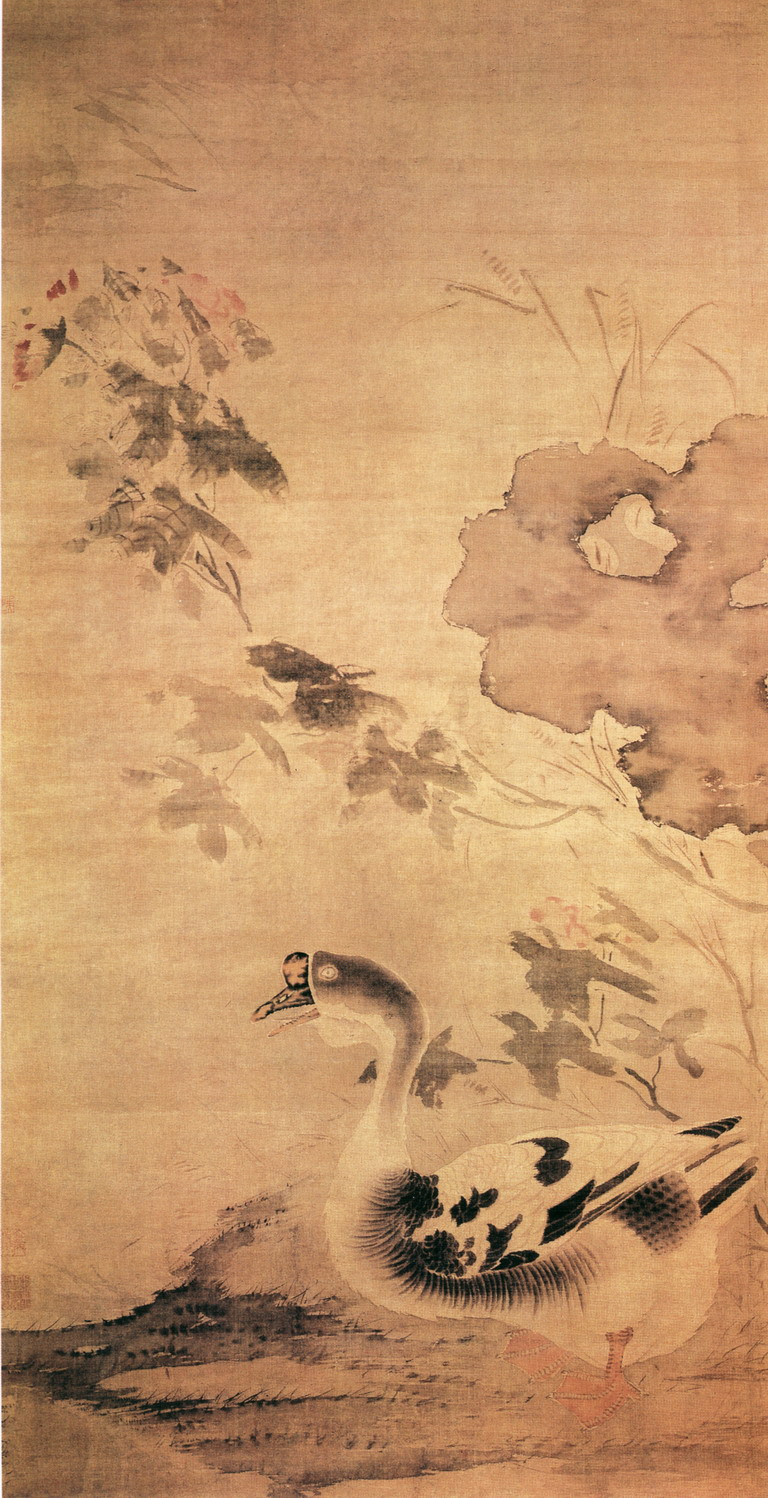
孙隆《芙蓉游鹅图》，北京故宫博物院藏

## 生平
孙隆作为画家与林良并称。明宣宗宣德年间入值内廷，为翰林待诏。工花鸟画，擅画翎毛、虫草，学习宋朝徐熙、赵昌“没骨法”，所画禽鱼草虫，不先勾勒定形，直接以色彩点染。对於后代的泼彩写意影响深远。山水画学习宋代米芾、米友仁父子。传世作品有《雪禽梅竹图》轴、《芙蓉游鹅图》轴，现藏於故宫博物院。《花鸟草虫图》卷，藏於吉林省博物馆。《花鸟草虫图册》十二页，藏於上海博物馆。《牡丹图》册页，藏於辽宁省博物馆。

## 家族
祖父孙兴祖，明朝开国功臣。